# Slag bij Moore's Mill
De Slag bij Moore’s Mill vond plaats op 28 juli 1862 in Calloway County, Missouri tijdens de Amerikaanse Burgeroorlog. Samen met de Slag bij Kirksville en de Slag bij Compton's Ferry werden de Zuidelijke ronselaars uit het noorden van Missouri verjaagd.

## Achtergrond
Na de Slag bij Pea Ridge hadden de Zuidelijken zich teruggetrokken uit het noorden van Arkansas. Om de Zuidelijke strijdkrachten aan te zuiveren werden ronselaars op pad gestuurd in Missouri. Zuidelijke guerrillastrijders hielpen de ronselaars en vochten zij aan zij met hen.
Van bij het begin van de oorlog teisterden guerrilla Missouri. Begin 1862 werd de strijd geïntensiveerd. Om deze groeiende dreiging aan te pakken vaardigde generaal Henry W. Halleck op 13 maart General Order Nº2 uit waarin hij de Missourians waarschuwde “wanneer ze zich zouden aansluiten bij de guerrilla's en gevangengenomen worden ze niet als krijgsgevangenen zouden behandeld worden maar als gewone misdadigers opgehangen zouden worden. “ Op 21 april 1862 gaf Zuidelijke president Jefferson Davis hierop een officieel antwoord door de guerrilla als een wettig oorlogswapen te verklaren. Hij riep een commissie in het leven om de rekrutering te sturen. Dit werd echter niet aanvaard door de Noordelijke autoriteiten. Op 29 mei publiceerde brigadegeneraal John Schofield het General Order Nº 18 voor de Noordelijke Missouri State Guard waarin stond: "Iedereen gewapend is en zonder uniform, wordt bij het in hechtenis nemen ter plaatse gefusilleerd."
Terwijl de guerrillastrijd en het rekruteren toenam en de staat de nieuwe vrijwillige cavalerieregimenten moest afstaan voor andere strijdtonelen, kreeg Missouri het steeds harder te verduren. De Missouri State Militia en de Noordelijke vrijwilligers begonnen de ronselaars en de guerrilla's van Joseph C. Porter steeds meer in het nauw te drijven. Bij Florida, Missouri op 19 juli en Santa Fe, Missouri op 24 juli kwam het zelfs tot kleine schermutselingen.
Op 22 juli gaf generaal Schofield, in samenwerking met de voorlopige gouverneur van Missouri Hamilton Rowan Gamble, het order om verplicht dienst te nemen in een militie om het grondgebied te verdedigen. In het General Orders Nº19 riep Schofield alle strijdbare mannen op om zich in te schrijven voor de militia.
Hoewel Schofield erin slaagde om een nieuwe militie op te richten die voornamelijk dienstdeed als garnizoen en ordehandhaving waardoor de Missouri State Militia de handen vrij kreeg om de guerrilla’s aan te pakken, dreef hij de personen met Zuidelijke sympathieën in de handen van het Zuiden. De ronselaars en guerrillagroepen ontvingen duizenden nieuwe rekruten. Joseph C. Porter en John A. Poindexter ontvingen onmiddellijk nieuwe manschappen, terwijl het nog enkele weken zou duren voor Schofield een getrainde militie op de been kon krijgen.

## De schermutseling bij Brown’s Spring
Op 27 juli kreeg kolonel Odon Guitar van de 9th Missouri State Militia Cavalry het bevel om vanuit Jefferson City luitenant-kolonel Shaffer te versterken met twee compagnies in Columbia. Guitar ontving een inlichtingenrapport over de aanwezigheid van Porter en guerrillaleider Alvin Cobb in een kampement op ongeveer 17 km ten noorden van Fultin, Missouri bij Brown’s Spring.
Guitar stelde een eenheid samen van 100 man van het 9th Cavalry en een sectie artillerie van de 3rd Indiana Battery waarna ze de rivier de Missouri overstaken. In Fulton werd de eenheid versterkt met 54 soldaten van kapitein Duffields 3rd Iowa Cavalry. Ze rukten samen op naar Brown’s Spring. Na een kleine schermutseling met een Zuidelijke patrouille troffen ze het kampement verlaten aan. Guitar sloeg daar zijn tenten op nadat hij vernomen had dat luitenant-kolonel Schaffer in de buurt was met 500 soldaten.

## De slag
Tegenover Guitars strijdmacht stonden ongeveer 260 Zuidelijken onder leiding van kolonel Porter. Zijn strijdmacht bestond onder anderen uit 65 mannen van de Blackfoot Rangers van luitenant John Bowles en 75 guerrilla’s van kapitein Alvin Cobb. Porter bereidde een hinderlaag voor langs de oevers van de Auxvasse Creek om Guitars eenheid te vernietigen.
Op 28 juli rukte Guitar op langs de Creek waar hij spoedig versterkt werd door Shaffers eenheid waardoor hun strijdmacht aangroeide tot 733 soldaten. Guitar was op de hoogte van Porters aanwezigheid. Daarom stuurde hij Schaffer met 464 langs de andere oever om Porter klem te zetten. Guitar rukte met 269 man op langs de andere oever. Ze marcheerden echter te snel zodat de timing tussen de twee detachementen spaak liep. Porters eenheid wachtte Guitar op in een hinderlaag. Ze hadden zich verstopt in bomen en struiken langs de weg. De Zuidelijken vuurden twee vernietigende salvo’s af voor de Noordelijken konden reageren.
Guitar liet zijn soldaten afstijgen en dekking zoeken terwijl hij de kanonnen liet aanrukken. De Zuidelijken beschikten niet over artillerie zodat Guitar hoopte de vijand op de vlucht te jagen met enkele goed gemikte kanonschoten. Na een uur riep Porter: “Mannen, hier kunnen we niet tegenop. We zullen moeten chargeren. Voorwaarts! Ten aanval! “ De Zuidelijken schoten de kanonniers dood, veroverden de kanonnen en joegen de andere soldaten op de vlucht.
Op dit moment arriveerde Shaffers detachement. Een compagnie chargeerde en heroverde de kanonnen. De Zuidelijken werden teruggedreven en de vuurgevechten volgden elkaar op.
Na verschillende uren van gevechten hadden Porters soldaten vrijwel geen munitie meer en trokken ze zich terug. De uitgeputte Noordelijken zagen af van een achtervolging zodat Porter en zijn resterende soldaten konden terugtrekken.

## Slachtoffers
De Noordelijken hadden 13 doden en 55 gewonden verloren. Voor de Zuidelijken zijn er enkel schattingen beschikbaar. Guitar vermeldde in zijn rapport dat hij 52 Zuidelijken had gedood en 125 tot 150 had verwond. Deze cijfers worden echter nergens bevestigd. Volgens Joseph A. Mudd verloren de Zuidelijken 11 doden en 21 gewonden.

## Gevolgen
Guitars mannen waren te uitgeput om de achtervolging in te zetten. Porters voortdurende dreiging zou stoppen na zijn nederlaag op 6 augustus in de Slag bij Kirksville. Porter gaf toen bevel aan zijn eenheid om zich te verspreiden en op eigen houtje aansluiting te zoeken met de Zuidelijken. Guitar werd ziek kort na de slag en zou niet participeren in de overwinning van Kirksville.
Guitars verwezenlijkingen zouden hem de graad van brigadegeneraal opleveren in de Missouri State Militia. De Zuidelijke ronselaars kregen in dit deel van Missouri geen vaste voet meer aan de grond.